# Briga (Briga-Glis)
Briga (in francese Brigue; in tedesco Brig) è una frazione del comune svizzero di Briga-Glis, nel Canton Vallese.

## Geografia fisica
La frazione di Briga, così come il comune di Briga-Glis, di cui fa parte, si trova nel soleggiato Alto Vallese, ai piedi del Passo del Sempione, crocevia delle vie di comunicazione internazionali, ed è situata nell'alta valle del Rodano, fra i ponti sul fiume omonimo e sulla Saltina, ed è centro di mercato, oltre che luogo di sosta, sede di dogana e nodo ferroviario ai piedi del già citato Passo del Sempione.

## Storia
In età antica Briga era abitata dai Celti (cultura di La Tène), come dimostrato dal ritrovamento di due scheletri, due bracciali vallesani e due fibbie, e conosciuta dai Romani. Successivamente vi migrarono gli Alemanni. In età moderna Kaspar Jodok von Stockalper vi fece costruire palazzi, chiese e monasteri. In età contemporanea Napoleone vi inaugurò la strada del Sempione.

Il territorio del comune di Briga prima degli accorpamenti comunali del 1972.

Già comune autonomo, nel 1972 è stato accorpato agli altri comuni soppressi di Brigerbad e Glis per formare il nuovo comune di Briga-Glis, del quale Briga è il capoluogo.

## Cultura
È presente una delle due sedi dell'istituto alberghiero "César Ritz", fondato nel 1986.

## Monumenti e luoghi d'interesse

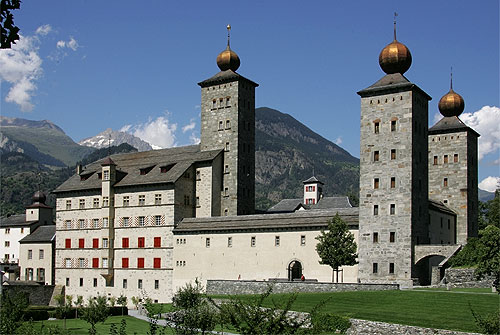
Il castello Stockalper.

Il centro storico contempla un ventaglio abbastanza ampio di tipologie di edifici, con le sue case patrizie, i suoi hotel e alberghetti. Inoltre Brig vanta uno dei palazzi in stile barocco più importanti della Svizzera: il castello Stockalper. Per concludere la vivace Bahnhofstrasse è una tappa obbligata per lo shopping.
- Castello Stockalper, eretto nel 1658-1678[1].

## Società

### Evoluzione demografica
L'evoluzione demografica è riportata nella seguente tabella:
Abitanti censiti

## Amministrazione
Ogni famiglia originaria del luogo fa parte del cosiddetto comune patriziale e ha la responsabilità della manutenzione di ogni bene ricadente all'interno dei confini della frazione.